# سكوت ميلن ماثيسون
وهو سياسي أمريكي ينتمي إلى الحزب الديموقراطي كان حاكما على ولاية يوتا الأمريكية ولد سكوت ميلن ماثيسون في 8 كانون الثاني من سنة 1929 في مدينة شيكاغو بولاية ألينوي الأمريكية بعد وقت قصير من ولادته انتقلت عائلته إلى ولاية يوتا حصل سكوت ميلن ماثيسون على درجة البكالوريوس في العلوم السياسية من جامعة ولاية يوتا في عام 1950 وشهادة في القانون من جامعة ستانفورد في عام 1952 كان ماثيسون حاكما على ولاية يوتا ما بين عامي 1977 إلى عام 1985 توفي سكوت ميلن ماثيسون في 7 تشرين الأول من سنة 1990 في ولاية يوتا.